# Galipea simplicifolia
Galipea simplicifolia là một loài thực vật có hoa trong họ Cửu lý hương. Loài này được Schult. mô tả khoa học đầu tiên năm 1822.